# قرار مجلس الأمن التابع للأمم المتحدة رقم 9
تضمّن قرار مجلس الأمن التابع للأمم المتحدة رقم 9، الصادر في 15 أكتوبر 1946م، أن الدولة التي ليست عضوًا في محكمة العدل الدولية يمكنها أن تقدم قضية أمام المحكمة طواعية طالما أن تلك الدولة ملتزمة بالامتثال لقرار المحكمة. وقد اعتمده المجلس بالإجماع.